# Institut catholique d'arts et métiers
Pour les articles homonymes, voir ICAM.
Ne doit pas être confondu avec Arts et Métiers ParisTech.
L'Institut catholique d'arts et métiers (Icam) est l'une des 204 écoles d'ingénieurs françaises accréditées au 1er septembre 2020 à délivrer un diplôme d'ingénieur.
Il a été fondé en 1898 à Lille en France par les jésuites à la demande des industriels de la région, avec notamment l'aide financière de Philibert Vrau. Depuis la création de l'Institut de Lille, six autres sites ont vu le jour en France et six à l'étranger. L’Icam est membre de la FESIC, un réseau d’établissements d’enseignement supérieur associatif.

## Historique

### Sites de l'Icam en France

#### Lille

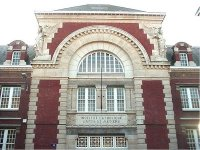
ICAM de Lille

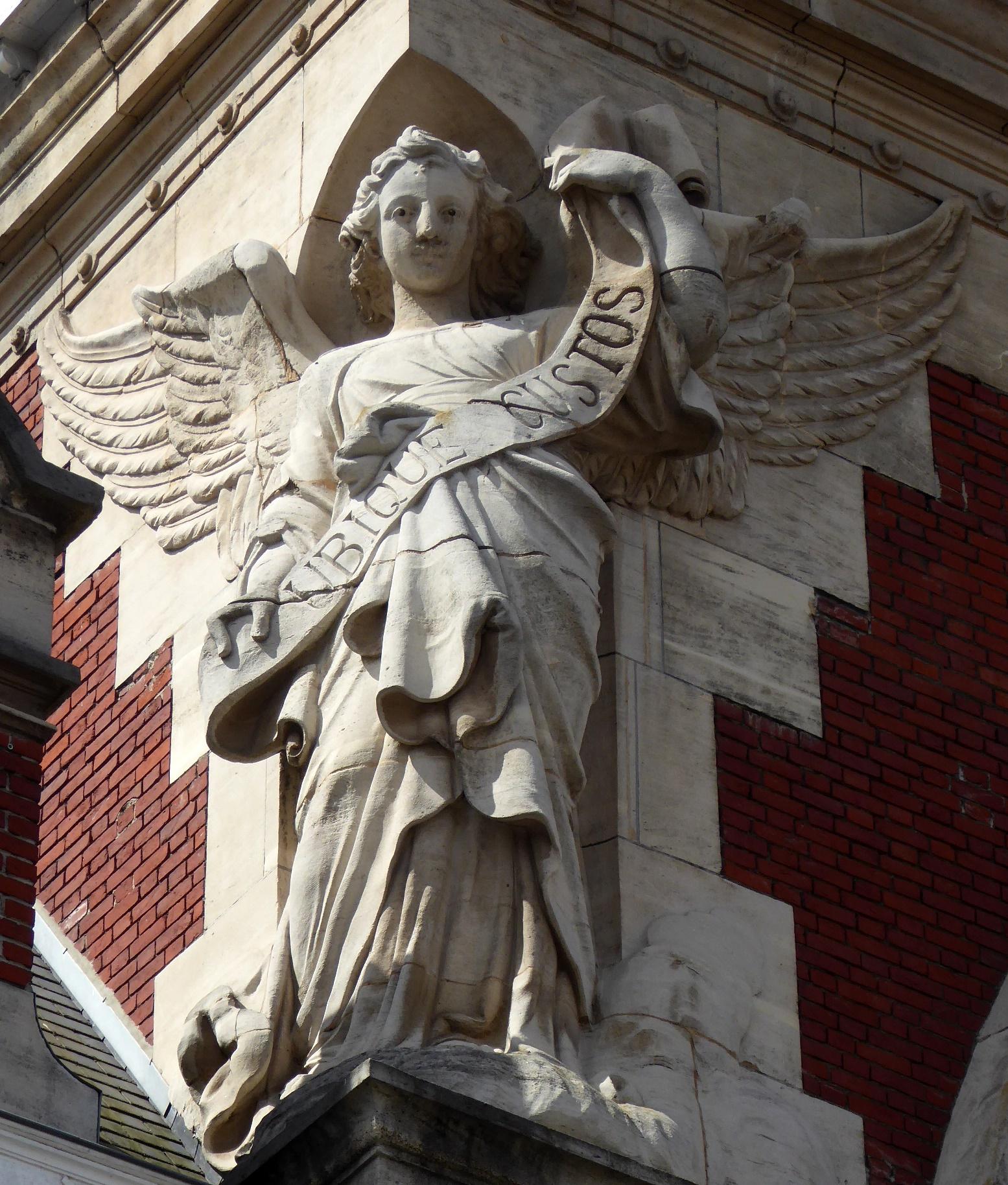
Statue au sommet de l’ICAM de Lille

L'Icam est créé à Lille, au sein d'un ensemble architectural de style gothique dû à Paul Vilain, en 1898,. Cinq ans plus tard, le cours préparatoire prend naissance pour former les prémices de la formation professionnelle. L’habilitation officielle pour adopter le titre d’ingénieur lui est accordée par l'État et la Commission des titres d'ingénieur (CTI) en 1935.
Toutefois la guerre approche avec des conséquences négatives sur le site de Lille. À la fin du conflit, en 1945, la vie reprend son cours normal ; le bâtiment connaît un rajeunissement ; la vieille usine est surélevée ; des laboratoires sont développés et l'uniforme est abandonné. La durée des études passe de trois à quatre ans.
En 1954, la première pierre de la Maison des Icam est posée ; c’est la fin des dortoirs. La durée de l’enseignement s’allonge : la promotion entrée en 1963 n'obtiendra le diplôme de l’Icam que cinq ans plus tard. En 1968, non seulement la résidence s’agrandit de 56 nouvelles chambres, mais des changements importants marquent le fonctionnement de l’Institution. La Maison de l’Icam se gère autrement : assemblés générales en amphithéâtre, échanges entre la direction et les professeurs, multiplication des rencontres entre la direction et les étudiants…
Dix ans plus tard, l’Icam devient membre de l'Université catholique de Lille. L'institut est en croissance continue. En 1990, les effectifs augmentent mais la capacité de la Maison est insuffisante. Il faut surélever d’un étage, la résidence V est créée afin d’atteindre le nombre de 306 chambres.
L'ICAM de Lille a eu une équipe de basket-ball ayant été sacrée championne de France en 1922, ; elle est également finaliste de la coupe de France masculine des patronages en 1923.

#### Nantes
C'est en 1986, au cours de l'assemblée générale des ingénieurs Icam, que la création d'un site à Nantes est publiquement évoquée pour la première fois. Une première promotion d'élèves ne tarde pas à être intégrée puisque deux ans plus tard, 45 étudiants sont admis en mathématiques supérieures à la Joliverie en vue de se préparer à intégrer l'école d'ingénieurs Icam. Il ne s'agit encore que d'une classe préparatoire car c'est en 1990 que ces mêmes étudiants nantais intègrent les locaux situés à proximité du Campus de la Chantrerie, avenue du Champ-de-Manœuvre à Carquefou à la limite de Nantes, pour se préparer à la profession d'ingénieurs. Parallèlement, les premières résidences de l'Icam de Nantes sont ouvertes aux étudiants. Ainsi, en 1993, l'Icam site de Nantes connaît sa première promotion de diplômés.

#### Toulouse
La fin des années 1980 suscite les premières réflexions sur une université technologique en Europe-du-Sud. Sans tarder, l'Icam s'y prépare et reçoit, en 1993, 44 étudiants en mathématiques supérieures dans une classe située à Toulouse sur le site du Centre de formation continue du GIAT car, parmi les membres fondateurs, on compte la chambre de commerce et d'industrie de Toulouse et GIAT-Industries.
L'école d'ingénieurs proprement dite ouvre ses portes en 1995. Cette initiative est suivie l'année d'après par l'inauguration de la Maison des Icam/ESAP, une résidence de 300 chambres située entre l'ESAP et l'Icam. En 1997, les étudiants sont accueillis dans la résidence propre de l'Icam.
De nouveaux bâtiments ainsi qu'une résidence sur le site même ont été inaugurés en 2021, une école de production est également présente sur site.

#### Roche-sur-Yon
Situé au cœur de la ville de La Roche-sur-Yon, l’Icam site de Vendée a accueilli ses premiers élèves en 1994 et s’est installé en 1996 dans un bâtiment moderne et fonctionnel de 7 000 m2 sur un vaste terrain paysager.
L’Icam site de Vendée est fortement impliqué dans le développement d’un tissu industriel[réf. nécessaire]. L'institut participe à ce dynamisme en conduisant chaque année une cinquantaine de contrats de recherche et développement, de transfert de technologie, de conseil et d’audits au profit des entreprises locales.
En premier cycle, le site de Vendée propose deux BTS :
- BTS conception de produits industriels ;
- BTS conception et réalisation de systèmes automatiques ;
- BTS métiers de la mesure ;

En outre, les formations offertes par ce site sont : 
- formation ingénieur Icam Apprentissage : premier cycle technique + cycle ingénieur par l’alternance ;
- formations à la carte sur les techniques : les outils organisationnels et le management pour l’industrie ;
- prestations de service aux entreprises : machines spéciales, études techniques, audits organisationnels.

#### Vannes
L’Icam site de Bretagne a été créé à Vannes au début des années 2000 et a accueilli ses premiers élèves en 2001. L’école est située dans un bâtiment construit en 2003.
Le site de Bretagne a été créé en partenariat avec l’UIMM 35-56 et s’inscrit dans le réseau des écoles de  l’ITII de Bretagne, en lien avec le pôle formation des industries technologiques.
L’école bénéficie après une dizaine d’années d’existence du soutien de nombreuses PME de la région Bretagne.
Il est possible de suivre à Vannes :
- la formation d'ingénieurs Icam Apprentissage ;
- la formation d'ingénieurs Icam Continu.

#### Grand Paris Sud

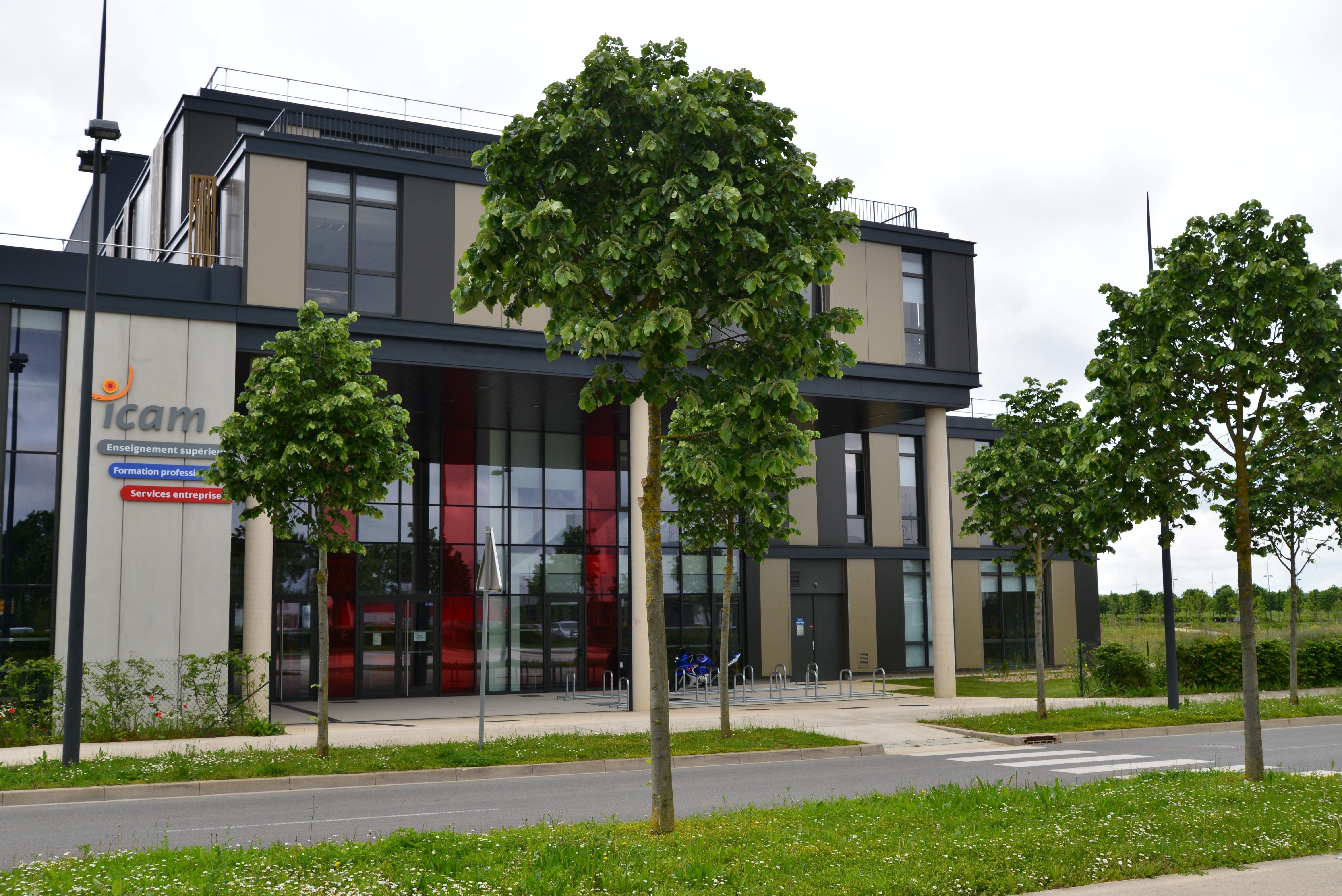
Icam site de Grand Paris Sud.

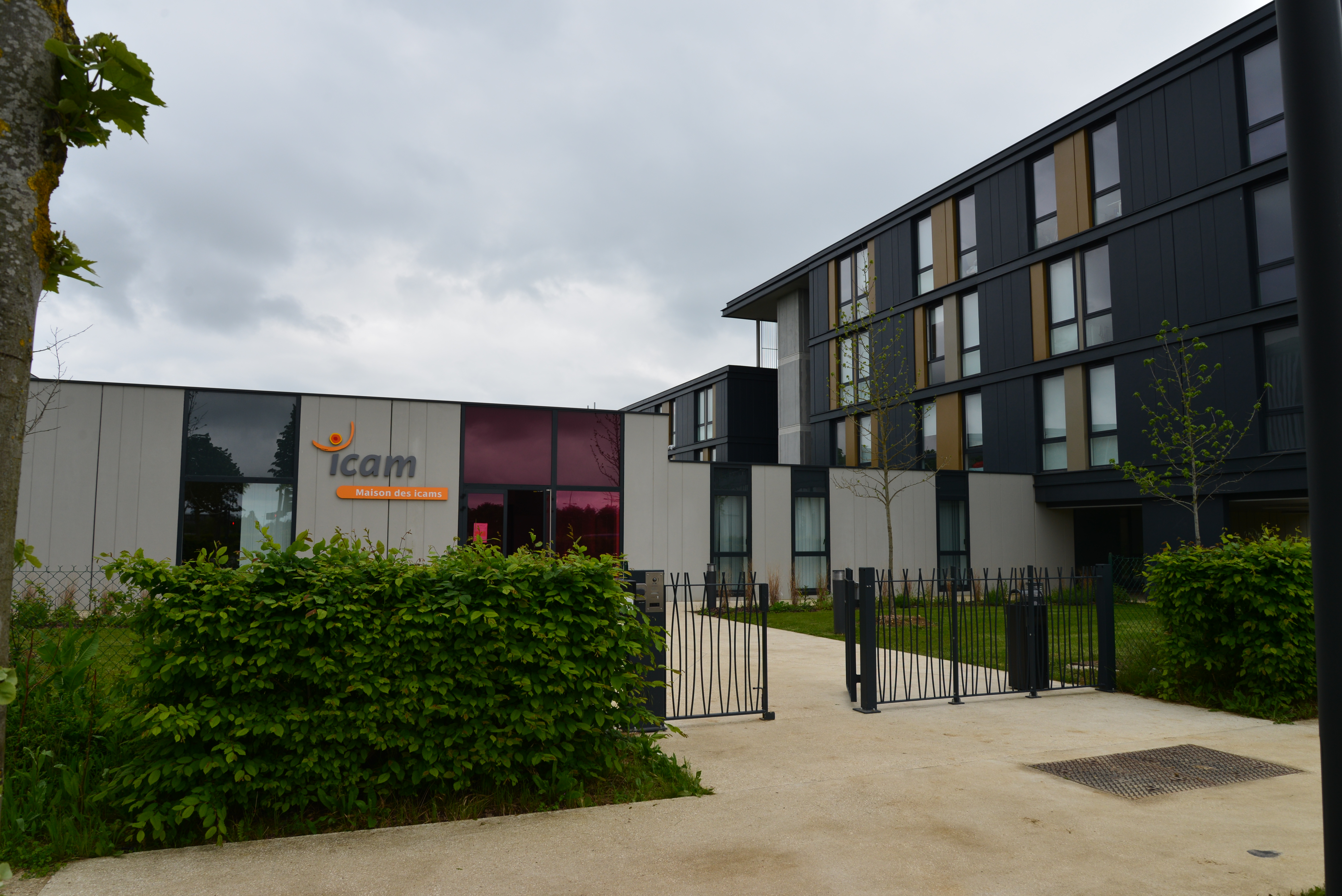
Résidence des étudiants de Icam site de Grand Paris Sud.

Le sixième site de Grand Paris Sud est situé à Lieusaint - Sénart - au nord de la ville de Melun. Des locaux provisoires ont été ouverts en 2012 et utilisés jusqu'à la rentrée 2015-2016. 
Une résidence étudiante pouvant recevoir jusqu'à 300 étudiants a ouvert en septembre 2014. Cette résidence, structurée en appartements de 12 chambres, dispose de commodités modernes, d'une chapelle et d'un bar.
Le bâtiment correspondant à la première partie du site de l'institut  a été inauguré le 2 octobre 2015. Sa capacité d'accueil est très importante, puisque le site peut accueillir jusqu'à 1000 étudiants. La superficie des locaux est de 7 000 m2.
En 2014-2015, ce sont donc plus de 120 étudiants, dans les formations 1 et 2, qui ont été formés sur le site :
1. formation Icam Apprentissage ;
2. formation Icam Intégré ;
3. formation Icam Continu ;
4. école de Production.

Outre la formation d'ingénieurs, l'Icam site de Grand Paris Sud déploie des activités de services aux entreprises à travers des projets MSI. Par ailleurs, des projets de recherche sont menés en lien avec le territoire, dans le domaine de la ville durable et de la logistique.
En lien avec les universités présentes dans le secteur comme l'UPEC, l'Icam site de Grand Paris Sud conduit des recherches sur trois axes qui constituent ses points forts : logistique et supply-chain, bâtiment et ville durable, écologie industrielle et sociétale.
En 2021, L'Icam Paris-Sénart change de nom pour devenir l'Icam Grand Paris Sud.

#### Strasbourg-Europe
En juin 2022, l'Icam annonce dans un communiqué de presse que les écoles d'ingénieurs de l'ECAM Strasbourg-Europe et l'Icam se rapprochent. L'École catholique d'arts et métiers Strasbourg-Europe, intitulée désormais : « Icam, site de Strasbourg-Europe », devient le septième site de l'Icam en France. Ce rapprochement avec l'Icam fait suite à la fin du partenariat entre le groupe ECAM et l'ECAM Strasbourg-Europe[réf. souhaitée].

### Icam Ouest
Dans la région ouest, comme vu précédemment, l’histoire de l’Icam, en lien avec des partenaires locaux, s’est écrite successivement au sein de trois campus :
- le campus de Nantes (créé en 1988 à Carquefou),
- le campus de Vendée (créé en 1995 à la Roche-sur-Yon)
- le campus de Bretagne (créé en 2001 Vannes).

Les trois sites de l’Ouest, situés dans le même creuset géographique, économique, démographique, partageant de plus en plus de projets ensemble et souhaitant renforcer cette dynamique de collaborations ont imaginé adapter leur organisation juridique. 
Les trois assemblées générales des sites ont entériné définitivement le 21 juin 2018, à Vannes, la fusion des trois associations pour en constituer une nouvelle, « Icam Ouest », chargée de veiller au développement et à la cohérence des trois campus à partir du 1er juillet 2018.
L'organisation opérationnelle évolue elle aussi puisqu'un directeur Icam Ouest est nommé, il sera secondé par trois directeurs délégués chargés de l'animation des trois campus.

### Sites de l'Icam dans le monde

#### L'Ucac-Icam: institut formé des sites de Pointe-Noire (Congo) et de Douala (Cameroun)
L’Institut UCAC – Icam (anciennement IST-AC) est un établissement d’enseignement supérieur de l’Université catholique d’Afrique centrale qui en a confié la direction générale à l’Icam. La mission principale qui a été assignée à l’institut est de former, en Afrique et pour l’Afrique, des techniciens et des ingénieurs.
Ouvert en 2002, le site de Pointe-Noire (République du Congo) accueille le premier cycle de la formation d’ingénieur ; les étudiants sont les lauréats du concours organisé dans l’ensemble des pays d'Afrique centrale (Angola, Cameroun, République du Congo, Gabon, République centrafricaine, République démocratique du Congo, Tchad. Les axes de l'enseignement sont : 
- la maintenance industrielle qui structure le programme de premier cycle ;
- une formation de technicien en alternance avec visée professionnelle directe vers l’emploi ;
- des formations spécifiques dans le cadre de la formation professionnelle continue à l’initiative des entreprises et pour toutes les catégories professionnelles de l’industrie.

Ouvert en 2004, le site de Douala (Cameroun) accueille des étudiants, une ouverture souhaitée en particulier par le pétrolier français Total, qui souhaitait recruter des ingénieurs locaux, moins onéreux,.

#### La Faculté d'ingénierie ULC-Icam à Kinshasa (RDC)
Ouvert en 2019 en partenariat avec l’université Loyola du Congo, le campus accueil plus de 120 élèves.

#### Le campus de l'Icam à Chennai (Inde)
Le Loyola ICAM College of Engineering and Technology a ouvert ses portes en septembre 2010 au sein de l'Université Loyola de Chennai (dans le sud de l'Inde) qui fut fondée en 1925 par des jésuites,.
La collaboration entre l'Université Loyola de Chennai et l'Icam a pris forme à la suite de la signature d'un document d'entente signé, en 2009, par les deux parties. Ce partenariat a pour but de former la jeunesse de l'État indien  du Tamil Nadu et la jeunesse française pour qu'elle puisse donner des leaders, prêts à jouer un rôle essentiel dans la création d'un nouvel ordre mondial, l'Icam étant en position d'aider les pauvres et les marginaux à bénéficier des progrès sociaux et des inventions scientifiques et technologiques. La qualité et l'accès au savoir sont les deux axes à considérer par les responsables de l'Institut comme la mesure du succès.
Le sens premier de l'Institut est de fournir une formation universitaire dans un cadre chrétien à des étudiants méritants, spécialement ceux appartenant à la communauté chrétienne catholique. Bien que l'Institut soit destiné de façon prioritaire aux étudiants catholiques, il accueille d'autres étudiants indépendamment de leur foi ou de leur appartenance à une caste.

#### L'Unicap Icam Tech à Recife (Brésil)
Ouvert en septembre 2019, il s'agit d'un partenariat avec l'Université UNICAP.
Il y a plus de 1500 élèves qui y suivent des formations.

#### La PUCE-Icam à Quito (Equateur)
Créé en partenariat avec l'Université pontificale catholique d'Équateur (PUCE), le site la PUCE-Icam, situé à Nayón dans la banlieue de Quito, a ouvert en 2021. L'école accueillera ses premiers élèves à la rentrée universitaire 2022/2023}.

## Études

### Formations
Trois types de formations de l'Icam conduisent au diplôme d'ingénieur. Une formation de 3e cycle vient s'y ajouter et trois formations complémentaires sont offertes, l'une à un niveau bac+3, une autre professionnelle pouvant être qualifiée de formation à la carte et la dernière pour former, dans les métiers de l'industrie, des fraiseurs et des serruriers métalliers.
- Formation ingénieur Icam Intégré : trois ans après des classes préparatoires intégrées - cours théoriques et pratiques, stage ingénieur, mémoire scientifique. La même formation est possible sur tous les sites sauf aux Icam de Vendée et de Bretagne.
- Formation ingénieur Icam Apprentissage : trois ans après des classes préparatoires ou DUT (jusqu'à 2009, la formation était assurée par les Instituts supérieurs de technologie - IST) - immersion en alternance dans la réalité de l'entreprise. La même formation est possible sur tous les sites sauf à l'Icam de Nantes.
- Formation ingénieur Icam Ouvert : structuré autour d’une année de préparation suivie d’un cycle fondamental de trois années, parcours axé sur la pédagogie par mode projet dits PBL (project based learning) ainsi que sur un fort développement interculturel. L'étudiant va par la suite rejoindre l'un des deux autres parcours proposés à lui pour valider son diplôme (Apprentissage ou Intégré)[15].
- Formation ingénieur Icam Continu : cycle individualisé (sur une ou deux années) et sur temps personnel. La même formation est possible sur tous les sites sauf sur celui de Paris-Sénart.
- Mastères spécialisés: formation de troisième cycle validée par l’obtention d’un diplôme accrédité par la Conférence des grandes écoles. Les mastères spécialisés permettent à des salariés, étudiants ou demandeurs d’emploi d’obtenir en un an une spécialisation et professionnalisation relatives aux besoins des entreprises.

L’Icam propose :
- trois mastères :

1. Génie ferroviaire : sur le site de Lille; elle est réalisée en partenariat avec Bombardier et Polytechnique Montréal ;
2. Innovation et nouvelles technologies de l’énergie : sur le site de Nantes ;
3. Structures composites ;

- des bachelors en management industriel : formation de niveau bac+3, destinée à des techniciens supérieurs, qui ont déjà une expérience dans l’industrie ou les services. Objectif : former au management d'équipes.

- une formation professionnelle : mission d’insertion professionnelle ou de promotion sociale, la formation professionnelle est au cœur du projet de l’Icam. L’offre de formation et le recrutement sont construits afin de permettre à chaque candidat de choisir la formation adaptée à son projet professionnel.

- formation au sein de l'École de production : sur les sites de Lille, Toulouse, La Roche sur Yon, Nantes, Vannes ou de Paris Sénart, l’École de production forme des jeunes âgés de 15 à 18 ans à différents métiers.

### Diplôme
C'est le même diplôme d'ingénieur généraliste polyvalent qui est délivré par l'Icam aux étudiants en formation Icam intégré, en formation Icam apprentissage ou en formation Icam continu, quel que soit le site Icam où la formation s'est déroulée.

### Modalités de Recrutement
- ingénieur Icam Intégré : sur dossier (un dossier est valable pour l’ensemble des sites) et entretiens ;
- ingénieur Icam par apprentissage : sur dossier (un dossier est valable pour plusieurs sites) et entretiens ;
- ingénieur Icam Ouvert : sur dossier (un dossier est valable pour plusieurs sites) et entretiens ;
- ingénieur Icam Formation continue BAC+2 (BTS, DUT) scientifique ou technique et trois années d’expérience professionnelle au minimum ;
- mastères spécialisés : sur dossier et entretiens, les salariés, étudiants ou demandeurs d’emploi répondant aux critères fixés par la Conférence des grandes écoles ;
- bachelor en management industriel : présélection, oral et entretiens avec des formateurs ;
- école de production : Entretien préalable, visite de l’école et journée de test.

### Financement
La Fondation Féron-Vrau est active dans l'octroi des prêts destinés à compléter des bourses d’études pour des élèves qui en feraient la demande. En outre, des réductions de frais de scolarité sont prévues pour les élèves boursiers. Le niveau de réduction étant fonction inverse de la bourse octroyée.
Les frais d'une année de scolarité à l'Icam peuvent s'étendre de la gratuité pour un boursier de niveau 6 à 6 700 € en 3e année du cycle ingénieur de la formation Icam intégré. En outre, les étudiants en formation intégrée ou par apprentissage, doivent prévoir une somme pour couvrir les contributions au Bureau des étudiants, les événements, les activités associatives, la reprographie…
Si les étudiants en formation Icam par apprentissage ont à financer les deux premières années préparatoires, au même titre que ceux de la formation Icam intégré, ils seront dispensés de frais de scolarité durant les trois années sous statut d’apprenti rémunéré. Durant la durée du contrat d’apprentissage, l'étudiant, en tant qu’apprenti, perçoit un salaire minimum correspondant à un pourcentage du SMIC, déterminé en fonction de son âge et de son niveau d’études.
Les étudiants en formation Mastères spécialisés de l'Icam ont à faire face à des frais de scolarité variant selon le statut qui est le leur. Trois statuts sont possibles, étudiant, demandeur d'emploi ou salarié. Les frais varient entre 6 600 € et 13 200 €. L’Icam aide l'étudiant à monter son projet de formation surtout que le mastère spécialisé en génie ferroviaire est inscrit au Répertoire national des certifications professionnelles sous le titre « Manager en systèmes de transports ferroviaires et urbains » ce qui ouvre la voie au bénéfice d’un financement par le FONGECIF pour cette formation.
À l'instar des mastères, la formation Bachelor en Management Industriel peut également être financée par le plan de formation de l'entreprise à travers le FONGECIF.

### Partenaires
L'Icam est également membre fondateur de la CECAM qui regroupe l'Icam et l'ECAM.
Les relations que le groupe a tissées avec d'autres écoles s'étendent dans plusieurs pays comme l'Espagne, le Royaume-Uni, les États-Unis, le Canada, la Pologne et l'Inde.

### Débouchés
Les ingénieurs sortant de l'Icam, de par leur formation généraliste, ont la possibilité de pratiquer de nombreux métiers (le terme d'ingénieur étant vague), dont principalement :
- gestion de projet ;
- recherche et développement ;
- logistique ;
- gestion de la production ;
- chargé d'affaires.

## L'association des ingénieurs Icam et la fondation Feron-Vrau
L'association des ingénieurs Icam a pour but d'accompagner les ingénieurs Icam durant leur carrière et de promouvoir les formations ingénieurs.
De plus, la fondation Feron-Vrau dépend de cette association. Son but est d'aider financièrement les élèves ingénieurs à financer leurs études en leur proposant des prêts à taux zéro ou des bourses supplémentaires.

## Anciens élèves
- Vincent André (1887-1958), ingénieur aéronautique.
- Roger Thirode (1921-1994), fondateur de la société SFEC THIRODE SA.
- René Mouille (1924-2019), ingénieur aéronautique et concepteur du Fenestron.
- Jean-Marie Vanlerenberghe (1939- ), homme politique français.
- Pierre Vanlerenberghe (1942- ), dirigeant syndicaliste, ancien chef de service au Commissariat au Plan.
- Philippe Christory (1958- ), évêque de Chartres depuis 2018.
- Olivier Lebas (1964- ), officier de la Marine nationale, ancien commandant du porte-avions Charles de Gaulle, vice-amiral d'escadre depuis 2019, préfet maritime de l'Atlantique depuis 2020[16].
- Octave Klaba (1975- ), entrepreneur, fondateur et président du conseil d'administration de la société OVHcloud.
- Gaël Le Bohec (1977- ) député français.
- Denis Masseglia (1981-) député français
- Corentin de Chatelperron (1983- ), ingénieur, aventurier, fondateur et président de l'association 1901 Gold of Bengal.
- Gabrielle Vernier (1997-), joueuse professionnelle de rugby. Membre de l'équipe de France.

## Identité visuelle (logo)

Logo de l'Institut supérieur de technologie (nouvel Icam Apprentissage) jusqu'en 2008
Logo de l'Icam jusqu'en 2008.
Nouveau logo de l'Icam toutes formations depuis septembre 2008.